# Patagonium rudolfii
Patagonium rudolfii là một loài thực vật có hoa trong họ Đậu. Loài này được (Speg.) Speg. mô tả khoa học đầu tiên năm 1902.